# Eagles of Death Metal
Az Eagles of Death Metal (szó szerinti jelentése: A death metal sasai, vagy a death metal Eagles-e) egy kéttagú amerikai rockegyüttes, tagjai Jesse Hughes és Josh Homme. 1998-ban alakultak meg a kaliforniai Palm Desert-ben. Nevük ellenére nem death metalt játszanak, hanem hard rockot, garázsrockot, blues rockot, rockabillyt, desert rockot boogie rockot és alternatív rockot. A név humoros jellegű. Jesse Hughes ismert arról, hogy lelkes interakciót folytat a közönséggel fellépéseik során.
Nevüket onnan kapták, hogy Josh Homme barátja a lengyel Vader zenekartól játszott dalokat, és Homme a "death metal Eagles"-ének nevezte őket, és ez a kifejezés annyira tetszett neki, hogy a zenekarát is erről nevezte el. Egy másik elmélet szerint elnevezésük egy buliból származik, ahol egy ember Scorpionst hallgatott, és egy néző felkiáltott: "Ez tök death metal!" Valaki meg kijelentette, hogy "nem, ez a death metal Eagles-e." Ez a kijelentés megtetszett Josh-nak és Jesse-nek, és erről kapta a zenekaruk ezt a nevet. 
2015 novemberében, mikor az együttes a párizsi Bataclan színházban játszott, terroristák támadták meg a koncertet, melynek során 89-en meghaltak. 

## Diszkográfia

### Stúdióalbumok
- Peace, Love, Death Metal (2004)
- Death by Sexy (2006)
- Heart On (2008)
- Zipper Down (2015)
- Eagles of Death Metal Presents Boots Electric Performing the Best Songs We Never Wrote (2019)